# Krankenstation
Eine Krankenstation ist eine in der Regel aus wenigen Räumen bestehende medizinische Einrichtung zur Untersuchung, Behandlung und Unterbringung von leichter verletzten und erkrankten Personen innerhalb einer nichtmedizinischen Institution, an abgelegenen Orten oder Gegenden in Entwicklungsländern. Dazu zählen beispielsweise Schulen (insbesondere Internate), Betriebsstätten, Kreuzfahrtschiffe, Kriegsschiffe, Bohrplattformen und Missionsstationen. Die medizinische Versorgung wird von ausgebildetem Fachpersonal, beispielsweise Krankenschwestern, übernommen. Ärztliche Visiten bzw. Sprechstunden finden zum Teil täglich oder regelmäßig an bestimmten Tagen statt. 
Eine Krankenstation ist ähnlich wie eine Sanitätsstation ausgestattet. Jedoch ist die Krankenstation wie ein Krankenhaus – in deutlich kleinerem Umfang – darauf ausgelegt, kranke Personen auch über einen längeren Zeitraum hinweg zu beherbergen, während auf der Sanitätsstation nur eine ambulante Erstversorgung durchgeführt wird. 